# Économie de la Lettonie

Taux de croissance de la Lettonie de 1996 à 2006.

Après une période d'indépendance tumultueuse jusqu'en 1995, l'économie de la Lettonie est de 1995 à 2008, l'une des plus prospères de l'Union européenne qu'elle a rejoint le 1er mai 2004. Cependant depuis 2008, la Lettonie est entrée en une crise économique importante, marquée par un fort chômage (21 % en 2009), ainsi qu'une forte récession (17 % du PIB en 2009). Bien que la reprise en 2010 et 2011 soit moins vigoureuse qu'en Lituanie ou en Estonie, le chômage diminue fortement et descend, en 2013 à moins de 10 %. La croissance du PIB entre 2010 et 2014 fluctue quant à elle entre +2 % et +7 %

## Historique
Durant les temps de la Hanse et l'entre deux guerres, la Lettonie use de sa position de carrefour entre l'est et l'ouest pour se développer. Cependant, la période d'occupation russe puis celle soviétique vont transformer l'industrie lettonne historiquement basée sur l'exportation de bois de papier ou de produits fermiers vers une production s'inscrivant dans la logique impérialiste de l'occupant.
La conquête de l'indépendance en 1991 conduit l'état à privatiser pour ne garder qu'un petit nombre de grandes entreprises, dont une société de production d'énergie, Ventspils Nafta, une société de distribution de pétrole, Lattelecom, une société de télécommunications. L'économie subit une grave récession de 1991 à 1993. L'inflation est de 958,6 % en 1992, de 25 % en 1995, 1,4 % en 2002 et de 1,9 % en 2004. La reprise de la croissance se voit interrompue par deux fois : par la banqueroute de Banka Baltija, la plus grosse banque du pays, en 1995, et une seconde fois à la suite du krach boursier russe de 1998. La Lettonie a rejoint l'Organisation mondiale du commerce en février 1999.
La Lettonie obtient l'une des plus fortes croissances de l'union européenne dans les années 2000, la Lettonie obtient ainsi un taux de chômage de 8,8 % en 2003, une croissance de 12 % en 2006, alors le déficit financier de l'État est un des plus bas parmi les pays qui ont rejoint l'union européenne en 2004, avec en 2006 une dette de seulement 13,2 % du PIB. Cependant le pays subit une inflation assez élevée, en 2005, de 6,6 %, et de 16 % en 2007.
Du fait de la crise, l'économie lettone a connu une brutale récession de 10 % au quatrième trimestre 2008, qui a duré pendant toute l'année 2009, le pays connaît en parallèle un fort taux de chômage (23 % en 2009). Le crédit et la spéculation immobilière ont été pointés du doigt comme source de cette crise. La dette publique de la Lettonie, qui ne représentait que 9 % du PIB en 2007, atteint 19,7 % en 2008, 36,7 % du PIB en 2009, et 44,7 % en 2010 .
L'Union européenne et le FMI lui ont apporté une aide de 7,5 milliards d'euros, mais cette aide est conditionnée à une réduction draconienne des dépenses de l'État, limitée à 5 % du PIB (la prévision de récession étant de 5 % en décembre 2008). Les principales mesures sont :
- le nombre de fonctionnaires devrait diminuer d'au moins 30 % ;
- les fonctionnaires restants, notamment les enseignants, verront leur salaire diminuer de 20 % ;
- au total, les dépenses de l'État devraient baisser de 40 % en 2009[5].

## Monnaie
La monnaie est l'euro depuis le 1er janvier 2014. Il remplace le Lats (LVL), introduit en 1993, qui est divisé en 100 centimes (santims).
L'entrée dans la zone euro était prévue pour l'année 2008, mais n'a pas été possible en raison de la crise financière de 2008 et de la trop forte inflation. Un nouvel objectif a été fixé pour 2014. Ce dernier a été atteint : la Lettonie a réussi à remplir les 5 critères du Traité de Maastricht pour entrer le 1er janvier 2014 dans la zone euro et ainsi devenir son 18e membre,. Les estimations négatives du FMI en 2009 sur l'évolution de la situation économique lettone ont à l'époque remis en cause le bon déroulement de cette nouvelle étape,. En décembre 2011, date de fin du plan d'aide financière sur 3 ans de l'Europe au pays, la Lettonie n'a emprunté que 4,36 milliards d'euros sur les 7,5 milliards prévus. En mai 2012, la note financière de la Lettonie est redressée de BBB+ à A- : elle sort du cadre spéculatif et revient au cadre d’investissement[réf. nécessaire].
Le 1er janvier 2014, la Lettonie devient officiellement le 18e pays européen à entrer dans la zone euro. C'est le second pays balte dans ce cas après l'Estonie.

## Indicateurs économiques

### Croissance économique
| Année | 1990 | 1991          | 1992          | 1993    | 1994  | 1995   | 1996  | 1997  | 1998  | 1999  |
| ----- | ---- | ------------- | ------------- | ------- | ----- | ------ | ----- | ----- | ----- | ----- |
| Taux  | ?    | -12,6 % (est) | -32,1 % (est) | -11,4 % | 2,2 % | -2,1 % | 3,9 % | 9,6 % | 5,6 % | 2,9 % |

| Année | 2000  | 2001  | 2002  | 2003  | 2004  | 2005   | 2006   | 2007   | 2008   | 2009    |
| ----- | ----- | ----- | ----- | ----- | ----- | ------ | ------ | ------ | ------ | ------- |
| Taux  | 5,7 % | 7,3 % | 7,1 % | 7,7 % | 8,8 % | 10,1 % | 11,0 % | 10,0 % | -2,7 % | -17,7 % |

| Année | 2010   | 2011  | 2012  | 2013  | 2014  | 2015 (est.) |
| ----- | ------ | ----- | ----- | ----- | ----- | ----------- |
| Taux  | -1,3 % | 5,3 % | 5,2 % | 4,1 % | 2,7 % | 3,2 %       |

(Les valeurs après 1992 sont celles fournies par le FMI)

## Salaires
L'inflation a été relativement forte mais la revalorisation du salaire minimum (+14,3 %) à 138 € ne date que de 2005 et ne permet pas vraiment un gain de pouvoir d'achat. Cependant, le gouvernement prévoit de le faire passer à 212€ en janvier 2010. Le salaire minimum est le plus bas de l'Union Européenne (11,5 fois moins que le Luxembourg) et il est le salaire de 15 % d'employés à temps complet.

## Secteurs

### Secteur primaire
12,1 % de la population active lettone travaillait dans le secteur primaire en 2006, en constituant seulement 3,7 % du PIB du pays.
L'agriculture de la Lettonie est marquée par le poids de l'élevage et de la production laitière. Les principales cultures du pays sont l'orge, le blé, le seigle, l'avoine, la pomme de terre, le lin et la betterave sucrière. La pêche et la sylviculture prennent aussi une place importante dans la production du secteur primaire letton.

### Secteur secondaire
25,8 % de la population active lettone travaillait dans le secteur secondaire en 2006, en constituant 21,5 % du PIB du pays. La Lettonie est connue pour être un important producteur de matériel ferroviaire, de radios, de réfrigérateurs, de médicaments, de sucre, de produits dérivés du bois, du textile, de produits issus de la sidérurgie, etc.
La Lettonie a produit, en 2002, 4 547 GWh d'électricité, qui provenait à 70,9 % d'énergies hydroélectriques et à 29,1 % d'énergies fossiles. Le pays a consommé la même année 5 829 GWh, en exportant 1 100 GWh d'électricité et en important 2 700 GWh. Jusqu'au 31 décembre 2009, la Lettonie possédait comme principale source énergétique, la centrale nucléaire d'Ignalina, dont la fermeture s'est faite sur la demande de l'Union européenne. Un projet de remplacement de cette centrale est à l'étude en Lituanie, avec la centrale nucléaire de Visaginas.

### Secteur tertiaire
61,8 % de la population active lettone travaillait dans le secteur tertiaire en 2006, en constituant 74,8 % du PIB du pays.
En février 2018, la troisième banque commerciale du pays, ABLV, est déclarée en faillite par la BCE. Celle-ci n'étant « probablement pas en mesure de payer ses dettes » et de « résister à des retraits massifs de dépôts » de clients une fois le gel levé et en attendant son sauvetage par l’État.

## Ports

### Port de Riga
Le Port de Riga, ou Freeport of Riga, gèré par la Freeport of Riga Authority, couvre (en 2016) 6 348 ha, avec une surface de stockage de 1 872 842 m2, dont 370 736 m2 sous hangar, et 15 623 m2 de réfrigéré.
En 2016, en cargo, le port fonctionne en charbon (35 %), hydrocarbures (21,9 %), bois et produits dérivés (11 %), conteneurs (10,9 %), engrais (7,6 %), métaux (3,7 %), céréales (3,6 %), autres (5,4 %).
En 2016, l'importation (2016) est de 4 179 MT (11 %), dont 50 % en transit, et l'exportation de 32 891 MT (89 %), dont 81 % en transit.
La cargo turnover des ports baltiques est : Riga (27 %), Klaipeda (29 %), Tallinn (15 %), Ventspils (14 %), Butinge (7 %), Sillamue (5 %), Liepaja (4 %).
Le terminal de passagers de Riga est le plus important de la Lettonie.